# The Shadows' Madame
The Shadows' Madame es el primer álbum de estudio de la banda italiana de black metal Cadaveria. El álbum fue grabado poco después de fundarse la banda en abril de 2001, cuando Cadaveria (cantante) y Marcelo Santos "Flegias" dejaron la banda Opera IX.

## Lista de canciones
| N.º | Título                                  | Duración |  |
| 1.  | «Spell»                                 | 05:53    |  |
| 2.  | «Declaration of Spiritual Independence» | 05:10    |  |
| 3.  | «In Memory of Shadows' Madame»          | 04:12    |  |
| 4.  | «Circle of Eternal Becoming»            | 04:57    |  |
| 5.  | «The Magic Rebirth»                     | 06:50    |  |
| 6.  | «Black Glory»                           | 04:11    |  |
| 7.  | «Absolute Vacuum»                       | 07:10    |  |

## Personal
- Cadaveria – Voz
- Marcelo Santos "Flegias" – Batería
- Baron Harkonen – Teclados
- Killer Bob – Bajo
- Frank Booth – Guitarra